# Pseudapocryptes
Cá bống kèo (Danh pháp khoa học: Pseudapocryptes) là một chi cá trong họ cá Oxudercidae bản địa của vùng nước ngọt và nước lợ thuộc Ấn Độ Dương và Thái Bình Dương. Chúng phân bố nhiều ở khu vực cửa sông, bãi triều và cửa đảo của Ấn Độ, Malaysia, Thái Lan, Indonesia, Singapore, Trung Quốc, Nhật Bản. Ở Việt Nam, chúng phân bố chủ yếu ở các tỉnh đồng bằng sông Cửu Long như Bạc Liêu, Sóc Trăng, Tiền Giang, Bến Tre, Cà Mau.

## Các loài
Hiện này có hai loài được ghi nhận trong chi này trong đó loài phổ biến và nổi tiếng nhất là cá kèo.
- Pseudapocryptes borneensis (Bleeker, 1855)
- Pseudapocryptes elongatus (G. Cuvier, 1816) Cá kèo

Cá bống kèo đang được nhiều người dân các tỉnh miền Tây quan tâm và phát triển nuôi thương phẩm. Cá có thể đạt sản lượng lớn, giá trị kinh tế cao, thịt thơm ngon. Cá bống kèo dễ thích nghi với biến động môi trường, sống ở nhiệt độ 27 - 330C, pH: 6,5 - 8, hàm lượng oxy hòa tan = 2 mg/lít.